# 望都站
望都站是一个京广线上的铁路车站，位于河北省望都县城关镇，建于1901年，目前为三等站，邮政编码为072450。目前客运：已于2014年4月1日停止办理旅客乘降；行李、包裹托运；货运：办理整车、零担货物发到。